# Orange (Frankrijk)
Orange is een stad in het departement Vaucluse, in het zuiden van Frankrijk. De gemeente in de Provence is 74,2 km² groot en telde op 1 januari 2022 29.357 inwoners.
Rond de stad is veel wijnbouw van de streek Côtes du Rhône, met bekende wijnen als Châteauneuf du Pape en Gigondas.

## Geschiedenis
Orange heeft bindingen met het Huis Oranje-Nassau. In 1544 erfde Willem van Nassau deze stad van zijn neef René van Chalon (Heer van Breda, Graaf van Nassau, Prins van Oranje) en daarmee erfde hij de titel prins van Orange (Oranje). In 1713 werd het een deel van de Franse provincie Dauphiné. Het bleef een provincie binnen die provincie; het was nog bijna volledig omgeven door de Comtat Venaissin, een pauselijke staat die nog een kleine eeuw langer onafhankelijk bleef, vooraleer ook door Frankrijk opgeslokt te worden.

## Demografie
Onderstaande figuur toont het verloop van het inwonertal (bron: INSEE-tellingen).

## Bezienswaardigheden/monumenten
De stad telt twee Romeinse monumenten die op de Werelderfgoedlijst van UNESCO staan:
- het antieke theater (de toneelmuur is 103 m lang en 36 m hoog)
- de Triomfboog van Orange

Het theater, gebouwd rond het begin van onze jaartelling, is een van de best bewaarde voorbeelden van Romeinse bouwkunst in Frankrijk (zie ook Arena van Nîmes).
De triomfboog is gewijd aan de veteranen van het Gallische Legioen II (de stichters van de stad) en aan keizer Tiberius.
In de stad bevinden zich twee protestantse kerken en de kathedraal Notre-Dame-de-Nazareth, een nationaal monument van Frankrijk dat herinnert aan het afgeschafte bisdom Orange.

## Geografie

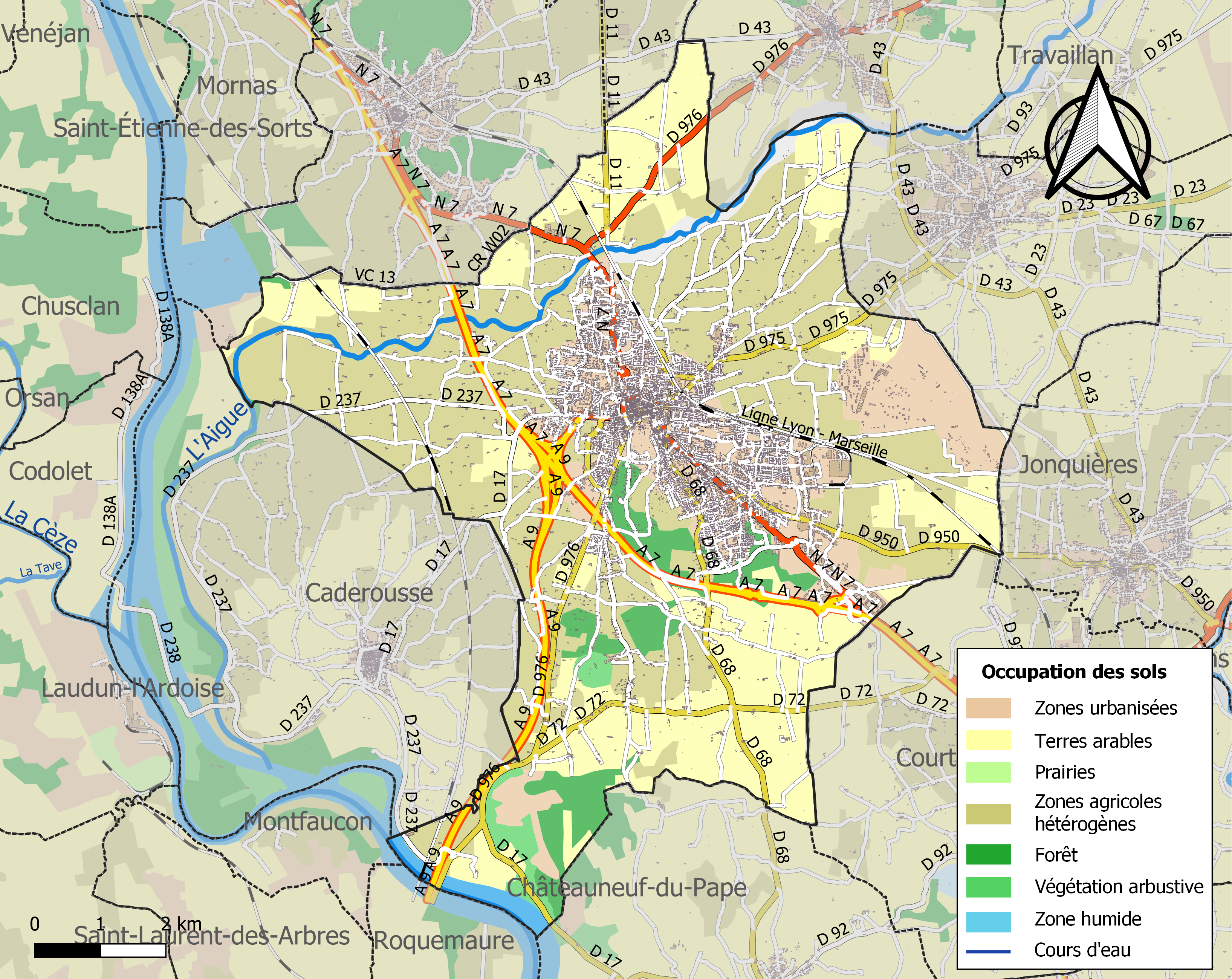

De oppervlakte van Orange bedroeg op 1 januari 2022 74,2 vierkante kilometer; de bevolkingsdichtheid was toen 395,6 inwoners per km².
In de gemeente ligt spoorwegstation Orange. De stad is bereikbaar via de A7 vanaf Lyon.
De onderstaande kaart toont de ligging van Orange met de belangrijkste infrastructuur en aangrenzende gemeenten.

## Stedenbanden
Orange is een van de zes steden die samen de in 1963 opgerichte Unie van Oranjesteden vormen. De andere steden die tot de unie behoren, zijn Breda,  Buren, Diest en Dillenburg.

## Geboren
- Léon Benett (1839-1917), illustrator
- Jacqueline Audry (1908-1977), cineaste
- Jean Echenoz (1947), schrijver
- Michel Petrucciani (1962-1999), jazzpianist
- Vincent Muratori (1987), voetballer
- Maëlle Lakrar (2009), voetbalster

## Politiek
Orange wordt bestuurd door het rechtse Ligue du Sud van Jacques Bompard. Hij haalde het burgemeesterschap in 1995 in de tweede ronde van de gemeenteraadsverkiezingen met een relatieve meerderheid van 36% namens Front National (Frankrijk); in 2001 won hij de eerste ronde met een absolute meerderheid van 60%. De burgemeester is in 2005 overgestapt naar de (gelijkgestemde) Mouvement Pour la France (MPF) waarvan hij lid blijft tot in 2010. Daarna sluit hij zich aan bij het Bloc identitaire voor de lijst Ligue du Sud (LS). Deze laatste wordt een politieke partij waarvan hij de voorzitter wordt. In 2014 wint de partij met een absolute meerderheid de gemeenteraadsverkiezingen. Tegenstanders verwijten Bompard, die onafgebroken burgemeester is sinds 1995, een reeks culturele subsidies geschrapt te hebben, en ook het aanbod van de stedelijke bibliotheek bijgestuurd te hebben. Bovendien is het personeelsbestand van de stad met meer dan een kwart verminderd.

## Marktdag
Iedere donderdagmorgen is er weekmarkt.

## Sport
- In 1974 was Orange finishplaats van een etappe in de Tour de France. Deze etappe werd gewonnen door de Belg Joseph Spruyt.